# Neil Pearson
Neil John Pearson (Londra, 27 aprile 1959) è un attore inglese.

## Biografia
Nato nel sud di Londra, è il maggiore di tre fratelli. Frequenta il Woolverstone Hall, un collegio nel Suffolk, dove matura la sua prima esperienza di recitazione. Formatosi presso la Royal Central School of Speech and Drama, durante gli anni ottanta lavora costantemente in teatro e interpreta piccoli ruoli televisivi, in particolare in sitcom come Questo è amore (1988) e Chelmsford 123 (1988).
La sua occasione arriva nel 1990 con il ruolo di Dave nella premiata sitcom Drop the Dead Donkey. Inoltre ottiene successo come protagonista nel dramma poliziesco per la TV Between the Lines (1992). Vive nel sud di Londra ed è tifoso del Tottenham Hotspur F.C..

## Filmografia parziale

### Cinema
- Febbre a 90° (Fever Pitch), regia di David Evans (1997)
- Il diario di Bridget Jones (Bridget Jones Diary), regia di Sharon Maguire (2001)
- Che pasticcio, Bridget Jones! (Bridget Jones: The Edge of Reason), regia di Beeban Kidron (2004)
- Bridget Jones's Baby, regia di Sharon Maguire (2016)
- Bridget Jones - Un amore di ragazzo (Bridget Jones: Mad About the Boy), regia di Michael Morris (2025)

### Televisione
- Miss Marple (Agatha Christie's Marple) - serie TV, episodio 5x01 (2010)
- L'ispettore Barnaby (Midsomer Murders) - serie TV, episodio 14x02 (2011)
- L'ispettore Gently (Inspector George Gently) - serie TV, 1 episodio (2011)
- Delitti in Paradiso (Death in Paradise) - serie TV, episodio 2x06 (2013)
- Waterloo Road – serie TV, 20 episodi (2014-2015)
- Padre Brown (Father Brown) - serie TV, episodio 8x04 (2020)

## Doppiatori italiani
Nelle versioni in italiano delle opere in cui ha recitato, Neil Pearson è stato doppiato da:
- Massimo Rossi in Il diario di Bridge Jones, Che pasticcio Bridget Jones
- Roberto Pedicini in Bridge Jones's Baby, Bridget Jones - Un amore di ragazzo
- Carlo Valli in Febbre a 90º
- Saverio Indrio in Delitti in paradiso